# Деббі Гібсон
Дебора Енн Гібсон (англ. Deborah Ann «Debbie» Gibson; нар.. 31 серпня 1970, Бруклін, Нью-Йорк, США), більш відома як Деббі Гібсон — американська співачка, кумир тінейджерів кінця 1980-х-початку 1990-х років. У 17 років Гібсон стала наймолодшою музикантокою, яка написала, виконала і випустила пісню, яка зайняла перше місце в американському хіт-параді Billboard Hot 100 за весь час, побивши рекорд Джорджа Майкла. У 2010 році сингл «I Love You з альбому Ms. Vocalist», зайняв перше місце в чарті Japanese Billboard. У 2017 році з піснею «I Am Peaceman» в дуеті з Айваном Вільцігом англ. Sir Ivan співачка досягла свого найвищого місця у хіт-параді за більш ніж 25 років.
Вона регулярно з'являлася на обкладинках журналів для підлітків, таких як Tiger Beat у США. Згодом Гібсон займалася бродвейськими постановками і зйомками в незалежних фільмах і на телебаченні. Вона продовжує займатися музикою й нині. Також Дебора Гібсон є активною прихильницею благодійної діяльності.

## Ранні роки
Дебора Гібсон народилася в Брукліні в родині Дайан та Джозефа Гібсонів. У 5 років вона почала виступати в аматорському театрі зі своїми сестрами і написала свою першу пісню — Make Sure You Know Your Classroom. У 8 років вона співала в дитячому хорі в нью-йоркському Метрополітен Опера. Вона почала грати на укулеле і брати уроки фортепіано (в тому числі у відомого американського піаніста Мортона Естрін). Мама Гібсон говорила, що її будинок, напевно, був єдиним, де діти не могли поділити піаніно.

## Музична кар'єра

### 1987—1990

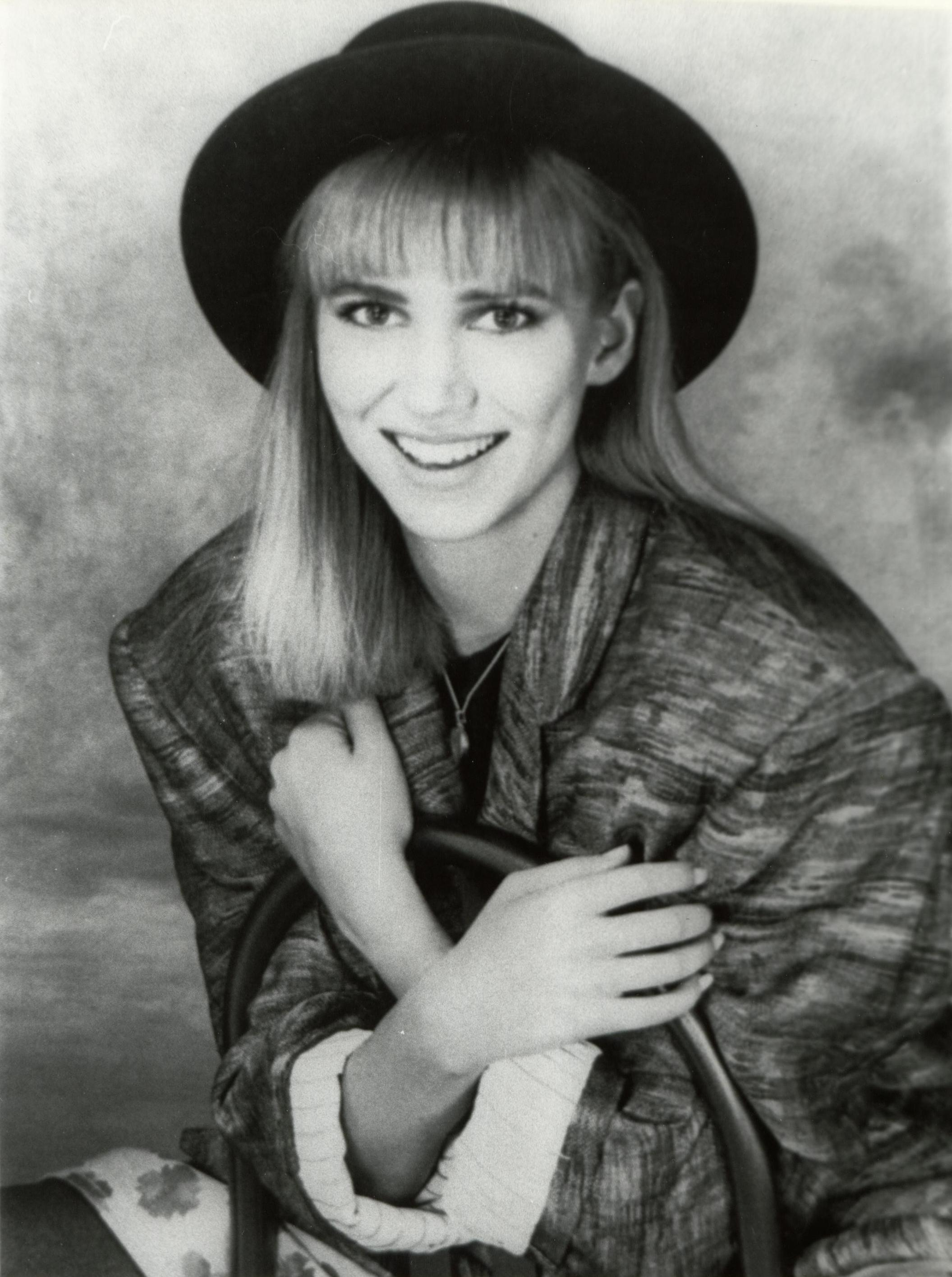
Промофотографія Деббі Гібсон (1989)

Дебора Гібсон декілька років намагалася віддати свій демозапис кожному зустрічному продюсеру. Зрештою, в 16 років за допомогою менеджера Дуга Брейтбарта вона звернула на себе увагу Atlantic Records, після чого і почалася її успішна кар'єра.
У 1987 році, виступаючи в різних нічних клубах Америки, Гібсон записувала пісні, які увійшли до її дебютного альбому Out of the Blue . Він був записаний за чотири тижні.
Чотири сингли з Out of the Blue потрапили до першої п'ятірки чарту Billboard Hot 100: «Only in My Dreams», «Shake Your Love», «Out of the Blue» та, в першу чергу «Foolish Beat», що потрапив на першу сходинку чарту. «Staying Together», п'ятий сингл, зайняв 22-ге місце. «Foolish Beat» встановив рекорд для Дебори Гібсон, зробивши її наймолодшою музиканткою, яка за всі часи написала, виконала та випустила пісню, яка зайняла перше місце в американському хіт-параді Billboard Hot 100, — рекорд був побитий американським репером Soulja Boy.
Дебора Гібсон мала великий успіх у Великій Британії , Японії та Південній Азії . До кінця 1988 року Out of the Blue став тричі платиновим. У жовтні 1988 року Дебора Гібсон виконала національний гімн на грі світової серії Головної ліги бейсболу .
Аж до 1989 року Гібсон записувала свій другий альбом Electric Youth, який вийшов у березні і 5 тижнів займав лідируючу позицію чарту Billboard 200. Перший сингл з альбому, «Lost in Your Eyes», протримався на першій сходинці три тижні. Деборі Гібсон також вдалося стати першою виконавицею, яка одночасно очолює чарти Billboard із синглом та альбомом. У 1989 вона, разом із Брюсом Спрінгстіном, отримала нагороду від Американського співтовариства композиторів, авторів і видавців у номінації Композитор року. Наступні сингли з альбому не потрапили до першої десятки чарту: «Electric Youth» (№ 11), «No More Rhyme» (№ 17) і «We Could Be Together» (№ 71). Альбом Electric Youth став двічі платиновим .

### 1990— наш час

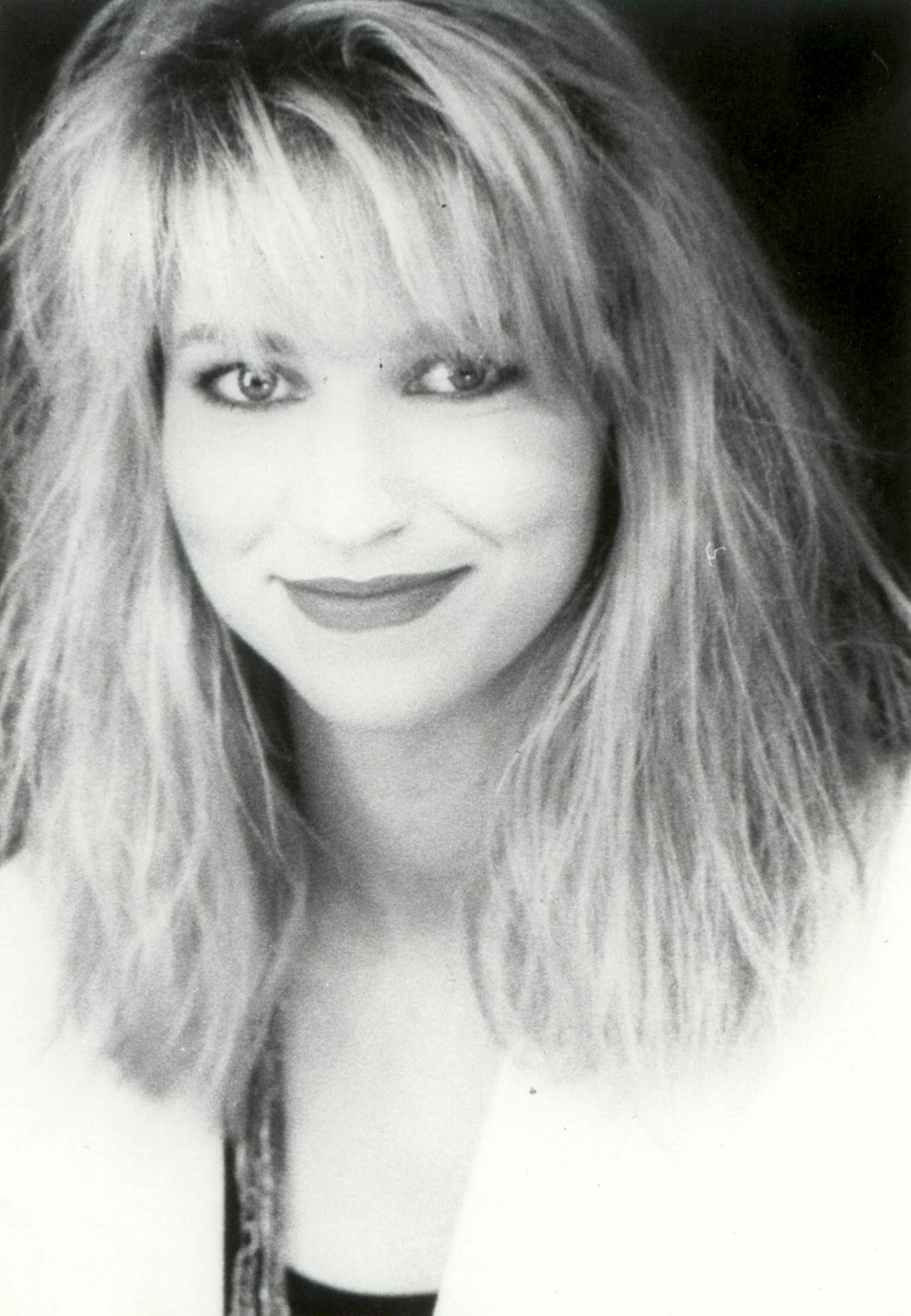
Деббі Гібсон на зйомках кліпу на пісню «No More Rhyme»

Згодом Дебора Гібсон записала ще два альбоми на Atlantic Records: Anything Is Possible (1990) і Body Mind Soul (1992), які не мали такого успіху, як два попередніх. У 1995 році Atlantic випустив збірку кращих хітів одночасно з випуском альбому Think With Your Heart на лейблі SBK .
Через два роки були випущені ще два нових альбоми: Moonchild та Deborah. Перший, крім нових пісень, містив у собі дві нові версії хіта «Only In My Dreams». У 2001 році співачка записала альбом MYOB, а в 2003 — Colored Lights. У 2010 році, відзначаючи своє сорокаріччя, Деббі записала альбом Ms. Vocalist, сингл, якого, I Love You, зайняв перше місце в чарті Japanese Billboard.
Також Дебора Гібсон брала участь у записі благодійного синглу Voices that Care, який зайняв 11-те місце в чарті Billboard Hot 100 .
6 вересня 2017 року Гібсон була обрана однією із знаменитостей, які змагалися у 25-му сезоні «Танці з зірками». Вона була в парі з танцюристом Аланом Берстеном. 26 вересня 2017 року Гібсон і Берстен були другою парою, яка вийшла на 12-е місце.

## Дискографія

### Студійні альбоми
- Out of the Blue (1987)
- Electric Youth (1989)
- Anything Is Possible (1990)
- Body Mind Soul (1992)
- Think With Your Heart (1995)
- Deborah (1997)
- MYOB (2001)
- Colored Lights: The Broadway Album (2003)
- Ms. Vocalist (2010)

### Сингли
| Рік  | Найменування синглу                                  | Позиція в чарті | Позиція в чарті | Позиція в чарті | Позиція в чарті | Позиція в чарті | Позиція в чарті | Позиція в чарті | Позиція в чарті | Позиція в чарті | Позиція в чарті | Альбом                                      |
| Рік  | Найменування синглу                                  | U.S.            | U.S. dance      | U.S. AC         | UK              | CAN             | AUS             | JPN             | SWI             | NET             | IRL             | Альбом                                      |
| ---- | ---------------------------------------------------- | --------------- | --------------- | --------------- | --------------- | --------------- | --------------- | --------------- | --------------- | --------------- | --------------- | ------------------------------------------- |
| 1987 | «Only in My Dreams»                                  | 4               | 12              | 31              | 11              | 6               | —               | —               | —               | 46              | 20              | Out of the Blue                             |
| 1987 | «Shake Your Love»                                    | 4               | 6               | —               | 7               | 10              | 27              | —               | 19              | 24              | 3               | Out of the Blue                             |
| 1988 | «Out of the Blue»                                    | 3               | 44              | 16              | 19              | 21              | 71              | —               | —               | 88              | 19              | Out of the Blue                             |
| 1988 | «Foolish Beat»                                       | 1               | —               | 8               | 9               | 1               | 49              | —               | 10              | 8               | 5               | Out of the Blue                             |
| 1988 | «Staying Together»                                   | 22              | —               | —               | 53              | 29              | —               | —               | —               | —               | 15              | Out of the Blue                             |
| 1989 | «Lost in Your Eyes»                                  | 1               | —               | 3               | 34              | 5               | 8               | —               | —               | 45              | 18              | Electric Youth                              |
| 1989 | «Electric Youth»                                     | 11              | 3               | —               | 14              | 15              | 17              | —               | —               | 35              | 13              | Electric Youth                              |
| 1989 | «No More Rhyme»                                      | 17              | —               | 13              | —               | 25              | 59              | —               | —               | —               | —               | Electric Youth                              |
| 1989 | «We Could Be Together»                               | 71              | —               | —               | 22              | —               | 53              | —               | —               | —               | 23              | Electric Youth                              |
| 1990 | «Without You»                                        | —               | —               | —               | —               | —               | —               | 26              | —               | —               | —               | Лише сингл (Японія)                         |
| 1990 | «Anything Is Possible»                               | 26              | —               | 48              | 51              | 17              | 63              | —               | —               | —               | —               | Anything Is Possible                        |
| 1991 | «One Step Ahead»                                     | —               | 18              | —               | —               | —               | —               | —               | —               | —               | —               | Anything Is Possible                        |
| 1991 | «In His Mind»                                        | —               | —               | —               | —               | —               | —               | 90              | —               | —               | —               | Anything Is Possible                        |
| 1991 | «Losin' Myself»                                      | 86              | 46              | 49              | —               | 73              | —               | —               | —               | —               | —               | Body, Mind, Soul                            |
| 1993 | «Shock Your Mama»                                    | —               | —               | —               | 74              | —               | —               | —               | —               | —               | —               | Body, Mind, Soul                            |
| 1993 | «You're the One That I Want» Дует із Craig McLachlan | —               | —               | —               | 13              | —               | —               | —               | —               | —               | 24              | Grease — The Original London Cast Recording |
| 2006 | «Say Goodbye» (с Jordan Knight)                      | —               | —               | 24              | —               | —               | —               | —               | —               | —               | —               | Jordan Knight — Love Songs                  |
| 2010 | «I Love You»                                         | —               | —               | —               | —               | —               | —               | 1               | —               | —               | —               | Ms Vocalist                                 |

## Вибрана фільмографія
| Рік  |   | Українська назва            | Оригінальна назва               | Роль         |
| ---- | - | --------------------------- | ------------------------------- | ------------ |
| 2001 | ф | Хранитель душ               | Soulkeeper                      | камео        |
| 2009 | ф | Два мільйони років потому   | Mega Shark versus Giant Octopus | Емма Макнейл |
| 2011 | ф | Повернення титанів          | Mega Python vs. Gatoroid        | Ніккі Райлі  |
| 2012 | ф | Рок на віки                 | Rock of Ages                    | камео        |
| 2014 | ф | Мега-акула проти Меха-акули | Mega Shark versus Mecha Shark   | Емма Макнейл |